# Auguste-Étienne de Croÿ
Pour les autres membres de la famille, voir Maison de Croÿ.
Auguste-Étienne de Croÿ, prince de Croÿ et de Solre, né au Rœulx le 18 octobre 1872 et mort à Paris, le 4 juin 1932, est un aristocrate et diplomate belge. 
Il est nommé grand bailli de l'ordre souverain de Malte, et est fait chevalier de l'ordre de la Toison d'or. Il fait une carrière dans la diplomatie et est nommé ambassadeur de Belgique en Autriche. Il obtient, le 17 février 1927, admission dans la noblesse du royaume de Belgique avec le titre de prince et le prédicat d'altesse sérénissime. Il meurt à Paris, le 4 juin 1932 à l’âge de 59 ans.
Il épouse à Heverlee, le 2 décembre 1896, S. A. S. Marie-Salvatrix, princesse et duchesse d'Arenberg (née à Heverlé le 26 avril 1874), fille de S. A. S. Engelbert-Auguste, duc d'Arenberg, et de S. A. S. Éléonore, princesse et duchesse d'Arenberg. Elle meurt au Reulx, le 9 mai 1956.

## Iconographie
- Portrait du prince, en uniforme de bailli, peint en 1950 par le baron de Hass-Teichen
- Buste de Marie-Salvatrix d'Arenberg, par Vincotte.